# 琴书
琴书，清朝中葉興起的曲藝，以唱为主，以说为辅，主要伴奏乐器是扬琴、坠琴而得名「琴書」。唱的曲調，主要源於明、清的时调小曲，再吸收各地民歌和小调。說和唱傳統以方言演出，近年多改以普通話演出。

## 表演形式
有一人站唱、两人或多人「坐唱」和「走唱」，也有分角「拆唱」。

## 各地種類
有北京琴书、翼城琴书、武乡琴书、徐州琴书、安徽琴书、山东琴书、贵州琴书、四川琴书、云南琴书等。